# 비틀즈 코드
《비틀즈 코드》는 엠넷에서 방영되었던 텔레비전 프로그램이다.

## 진행자

### 시즌 1
- 윤종신
- 유세윤
- 박지선

### 시즌 2
- 탁재훈
- 신동
- 장동민
- 유상무
- 임주연
- 김현우

### 시즌 3
- 신동엽
- 신동
- 미르
- 고영배
- 장동민